# Lukas Spendlhofer
Lukas Spendlhofer (Neunkïrchen, 2 juni 1993) is een Oostenrijks voetballer die bij voorkeur als centrale verdediger speelt. Hij wordt door het Italiaanse Internazionale uitgeleend aan het Oostenrijkse Sturm Graz.

## Clubcarrière

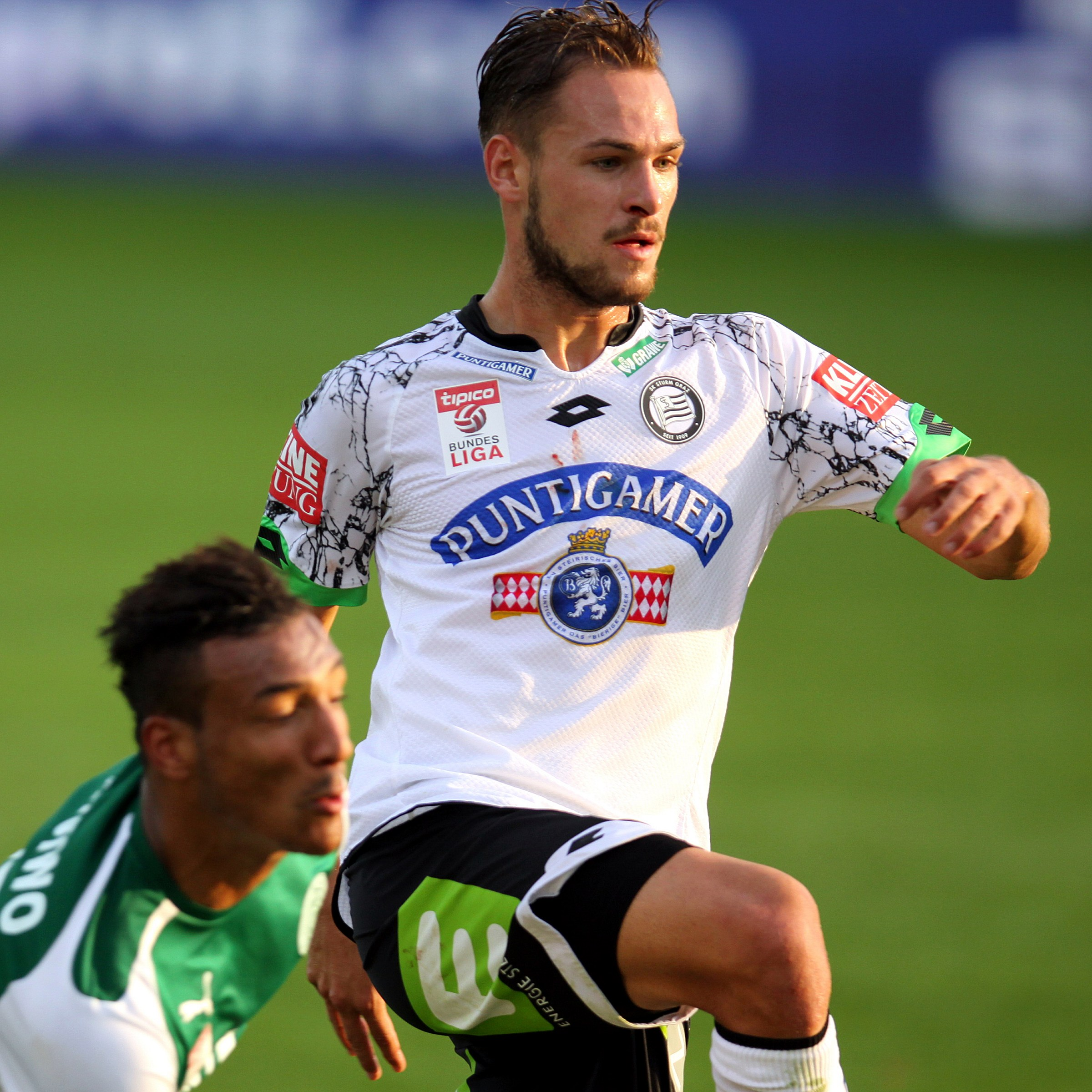
Lukas Spendlhofer

Spendlhofer speelde in de jeugd voor SV SF Pottschach, Wiener Neustädter, AKA St. Pölten en Internazionale. Op 12 mei 2013 debuteerde hij in de Serie A als invaller tegen Genoa CFC. Tijdens het seizoen 2013/14 werd de verdediger door Internazionale uitgeleend aan AS Varese 1910. Spendlhofer kwam slechts tot drie optredens in de Serie B. Tijdens het seizoen 2014/15 wordt hij uitgeleend aan het Oostenrijkse Sturm Graz. Hij debuteerde in de Oostenrijkse Bundesliga op 27 juli 2014 tegen SV Grödig.

## Interlandcarrière
Spendlhofer kwam reeds uit voor meerdere Oostenrijkse nationale jeugdelftallen. In 2012 debuteerde de verdediger voor Oostenrijk –21.